# Escola Rius i Taulet
L'Escola Rius i Taulet és un centre públic d’educació infantil de segon cicle (parvulari) i primària ubicat al Districte de Gràcia de Barcelona i dins l'àrea d'influència del Consorci d'Educació de Barcelona.
L’Escola Rius i Taulet va ser inaugurada el 26 de gener de 1957, destacant, entre altres elements arquitectònics i monumentals, les dues escultures que donen la benvinguda al centre, obra de Joaquim Ros i Bofarull. L'escola ha estat rehabilitada l’any 2010, sobre la base d'un polèmic projecte del 2007. Actualment, l’Escola participa en el projecte SUDANSA, en la Xarxa Telemàtica Educativa de Catalunya i en el programa Escoles + Sostenibles, entre d'altres; i està adherida a la Xarxa d’Escoles Insubmises, entre més.